# Contrato de prestación de servicios
Un contrato de prestación de servicios es el contrato mediante el cual una persona, normalmente un especialista, en algún área, se obliga con respecto a otra a realizar una serie de servicios a cambio de un precio. Es importante señalar que el pago del contrato es dirigido al cumplimiento de metas, horas, objetivos, proyectos; etc. Se trata de un contrato oneroso, y a la contraprestación de pago,  es en dinero o especie la cual será pagada proporcionalmente conforme a las actividades realizadas.

## Definición
El contrato de prestación de servicios profesionales es: el contrato en virtud del cual una parte, llamada profesional, se obliga a efectuar un trabajo que requiere para su realización, preparación técnica, artística y en ocasiones título profesional a favor de otra persona llamada cliente, a cambio de una remuneración llamada honorarios.

## Características
Principal, bilateral, oneroso, conmutativo, consensual en oposición a formal, instantáneo.En este tipo de contrato, el contratista no paga ni licencias de maternidad, ni incapacidades, ni primas, ni cesantías, ni pensiones, ni para-fiscales, ni salud, ni vacaciones. Además, el contrato de servicios al no estar regulado por el código del trabajo no está sometido al salario mínimo, motivo por el que puede hacerse por el monto que se desee.

## Proyectos de construcción de infraestructura y contratación
Ahorrar tiempo y costos gracias a la gestión de materiales controlada por proyectos que asegura que todo el equipamiento sea comprado y/o construido de acuerdo al plan de proyecto y no controlado por los procesos tradicionales de manufactura MRP.  La gestión de contratación y sub-contratación a diferencia del enfoque tradicional usando órdenes de compra, le posibilita manejar contratos complejos y entregables estructurados con reglas específicas para progreso y facturación.

## Semejanza con el contrato de mandato
El contrato de prestación de servicios profesionales aplica por analogía lo referente al cumplimiento de las obligaciones. La razón es que tanto en uno como en el otro hay prestación de servicios y en ambos se tienen muy en cuenta las cualidades morales y la aptitud del mandatario o profesionista.

## Diferencia con el contrato de mandato
Si bien es cierto que en ambos existe la prestación de un servicio, en el mandato, el mandatario obra en nombre de otro y no se obliga personalmente. En la prestación de servicios profesionales, el profesionista se obliga por sí mismo; sus actos no obligan a la persona en favor de la cual ejecuta algo más.

## Obligaciones de las partes
Obligaciones del profesionista:
Prestar el servicio en el tiempo lugar y forma convenidos,
avisar al cliente cuando no pueda continuar prestando sus servicios,
responder por su negligencia o dolo,
guardar el secreto profesional...
Obligaciones del cliente:
Pagar los honorarios al profesionista,
pagar las expensas